# Ехтелд
Ехтелд (нід. Echteld) — село в нідерландській провінції Гелдерланд. Входить до муніципалітету Недер-Бетюве.
Його площа становить 13,13км², а населення станом на 2021 рік складало 1 050 осіб.
Перша згадка про населений пункт датується 1395-им роком. До 2002 року мало статус окремого муніципалітету.

## Галерея

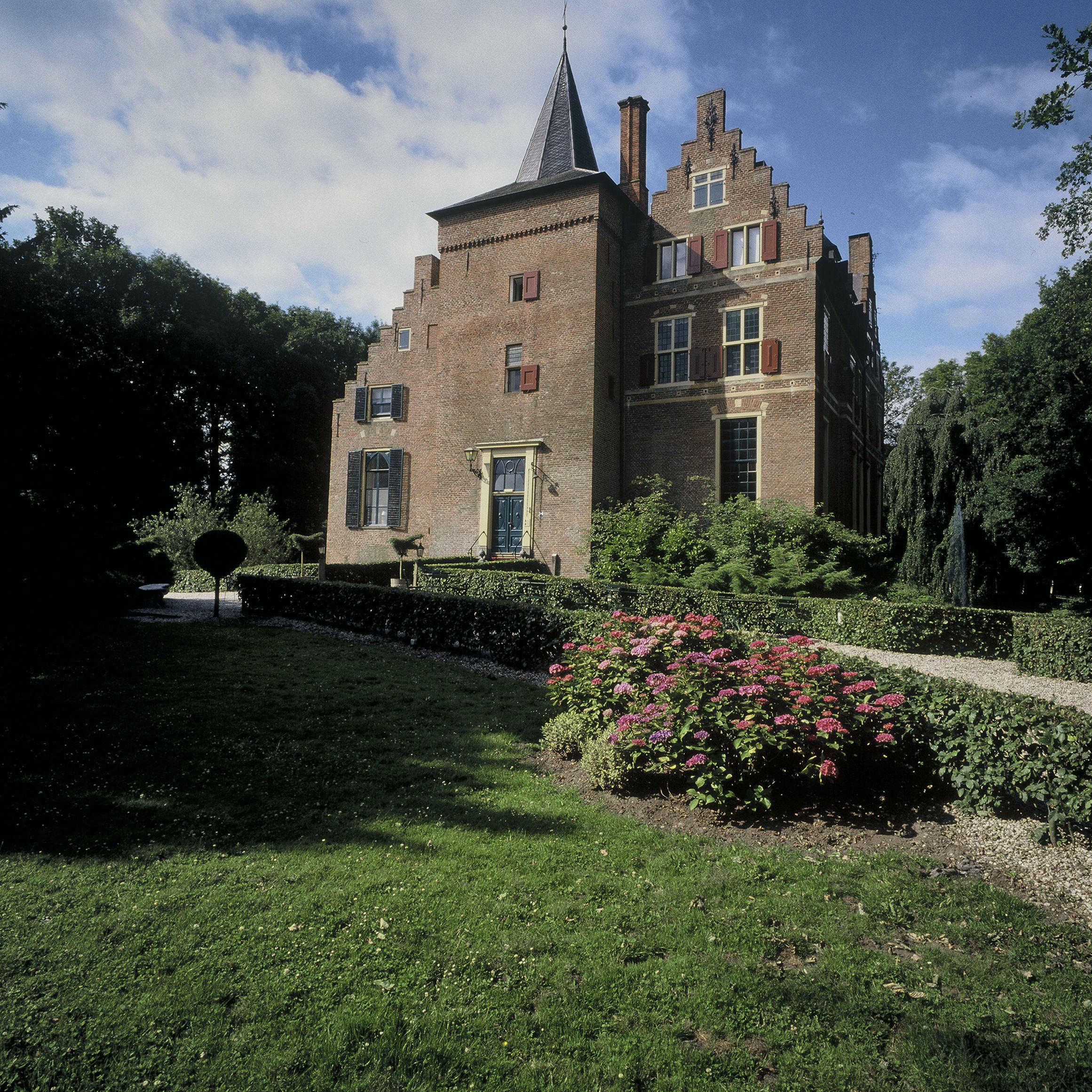
Замок Веєнбюрг
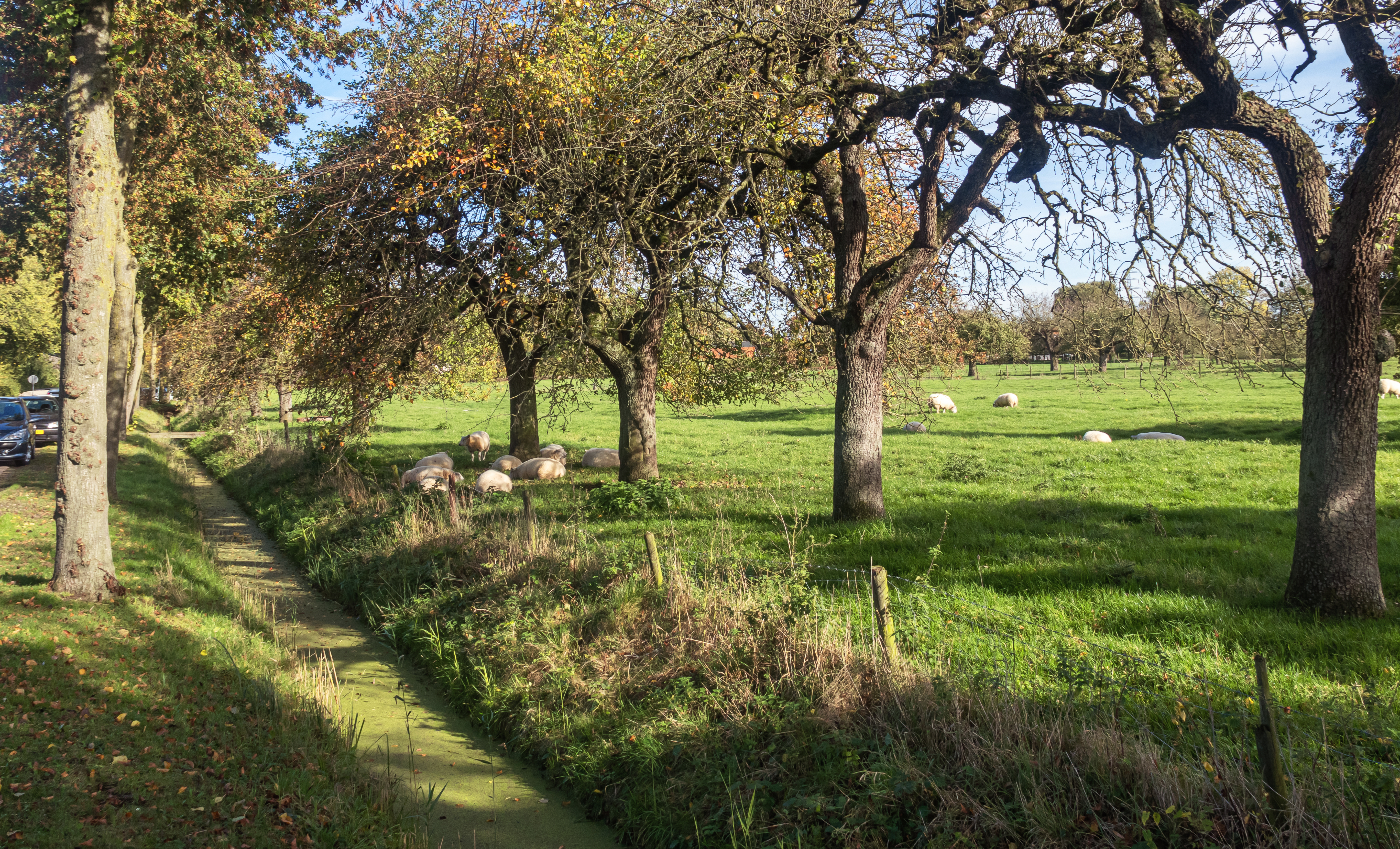
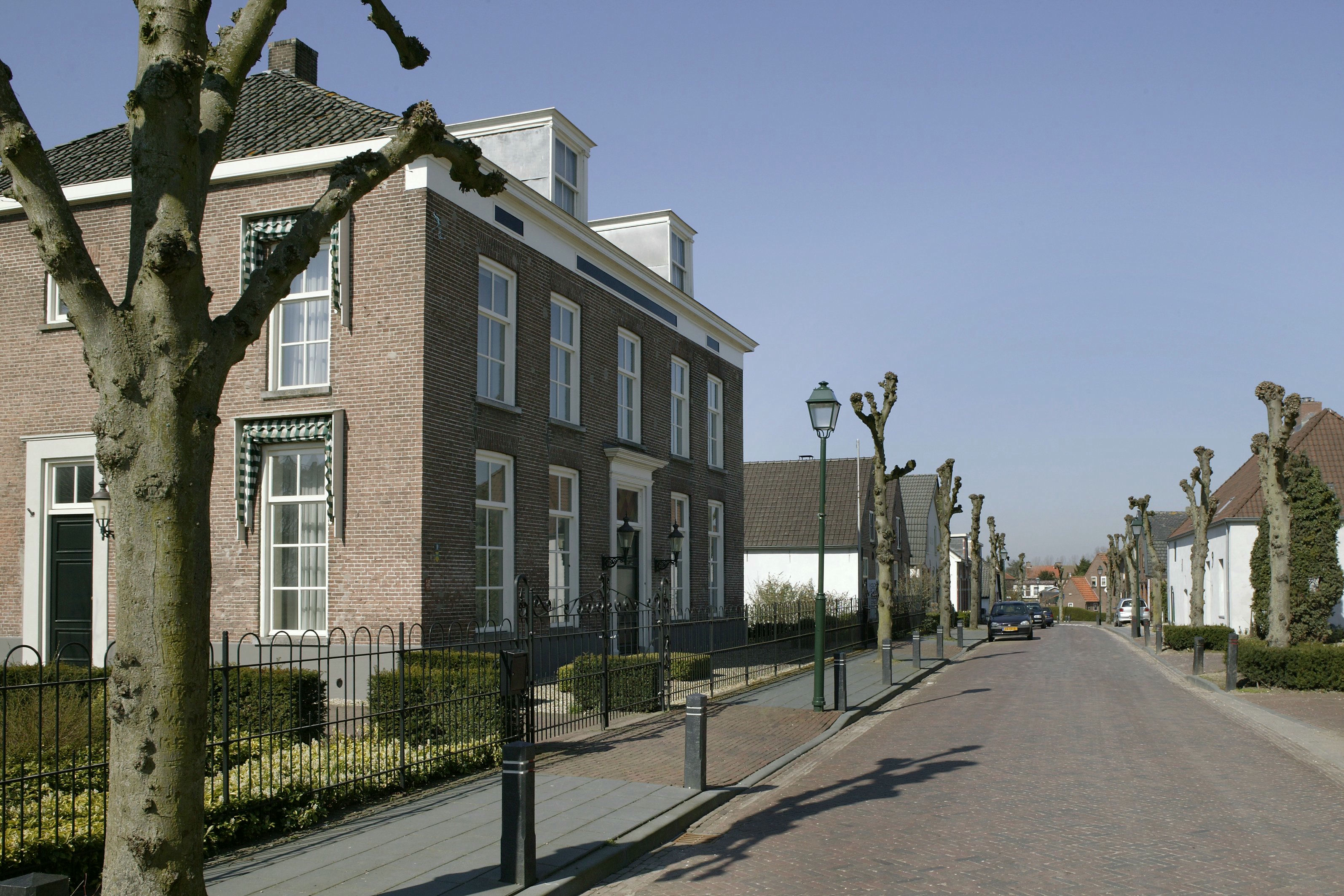
Вулична панорама
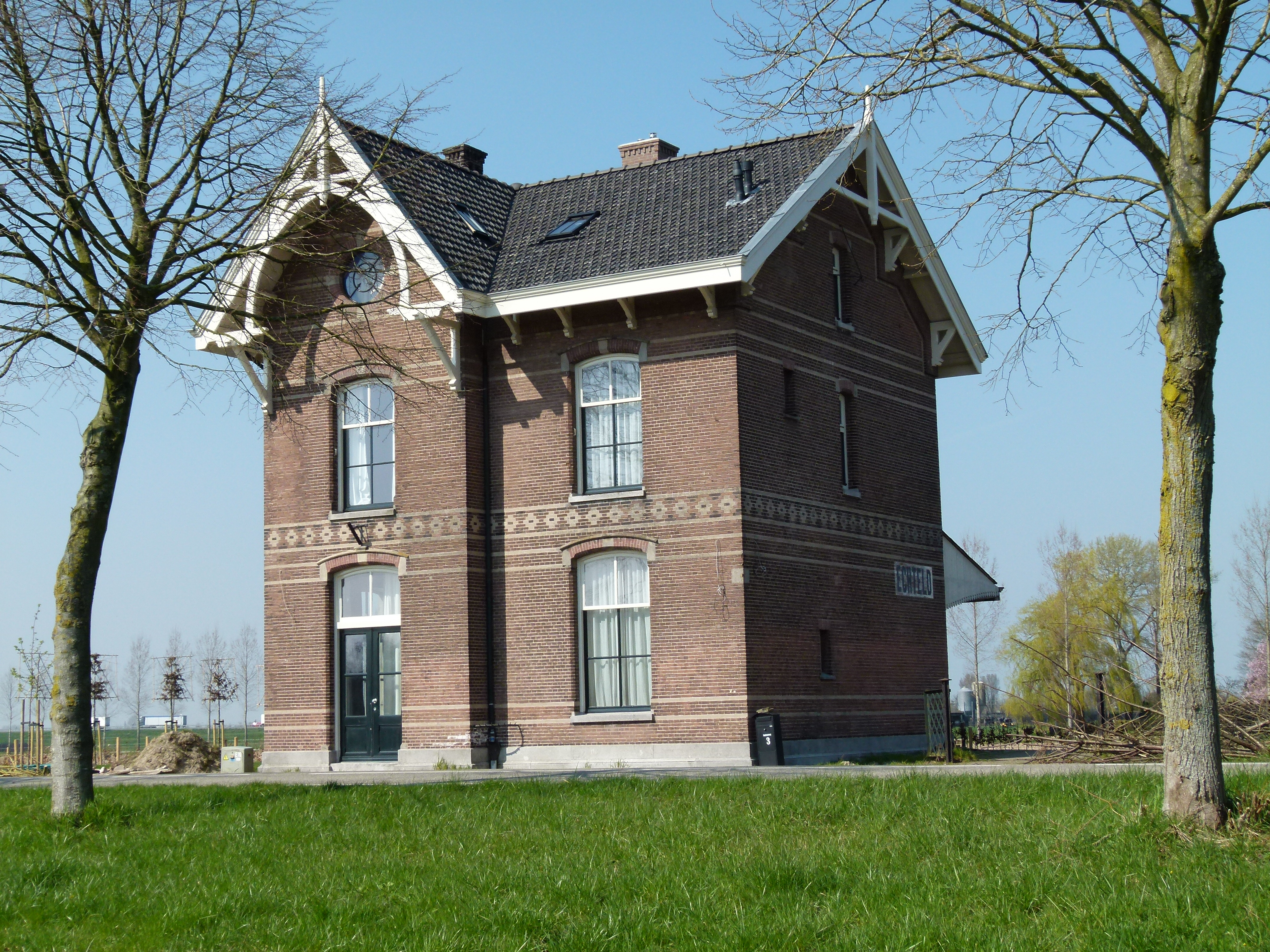
Будівля колишньої залізничної станції